# جاتون هویسانا
جاتون هویسانا (به اسپانیایی: Jatun Huiscana) یک کوه در پرو است که در Peru, Cusco Region, Calca Province, Lares District واقع شده‌است. جاتون هویسانا ۴٬۶۰۰ متر بالاتر از سطح دریا واقع شده‌است.